# 마이클 나르돈
마이클 나도니(Michael Nardone, 1967년 3월 3일 ~ )는 영국의 배우이다. 이탈리아계이다.
파이프에서 태어났다.

## 출연 작품

### 영화
- 인생 이야기 (1993)
- Gwr y Gwyrthiau (1999)
- 닷 더 아이 (2003)
- 로그 원: 스타워즈 스토리 (2016) - 쉴드 게이트 장교 역
- 튤립 피버 (2017년) - 경매인 역
- 혈육 (2020)

### 텔레비전
- 더 빌 (1998-2008)
- Doctors (2003-11)
- 벤허 (2010)
- Durham County (2010)
- 라인 오브 듀티 (2014)
- 나이트 매니저 (2016)
- Will (2017)